# Kerryann Ifill
Kerryann Fenelle Ifill (20 december 1973) is een Barbadiaans politica. Ze is lid van de Democratic Labour Party (DLP). Van 2012 tot 2018 was zij de negende voorzitter van de Senaat van Barbados en de eerste vrouw in deze functie.
Op vierjarige leeftijd verloor Ifill haar zicht door staar. Vanaf zes jaar ging ze naar een school voor blinde kinderen.
Ifill wilde eerst advocaat worden, maar zag hiervan af vanwege haar visuele beperking. Haar keus viel toen op de studies sociologie en psychologie aan de University of the West Indies. Zij studeerde in 1999 als eerste blinde student af aan deze universiteit. Vervolgens behaalde ze een MBA aan de business school van de Universiteit van Durham, Verenigd Koninkrijk.
In 2008 werd Ifill door de minister-president van Barbados, David Thompson, benoemd in de senaat. Zij trad vervolgens op als waarnemend senaatsvoorzitter. Na het ontslag van Sir Branford Taitt in 2012 kondigde Thompsons opvolger, Freundel Stuart, haar benoeming aan tot senaatsvoorzitter. In dit ambt werd zij de eerste vrouw, de eerste gehandicapte en op 38-jarige leeftijd ook de jongste persoon in de geschiedenis van Barbados. Op 5 juni 2018 volgde Sir Richard Cheltenham haar op.
Ifill is tien jaar lang werkzaam geweest bij de raad voor gehandicapten van Barbados, laatstelijk als directeur. Sedert 2010 is zij consultant voor de rechten van mensen met een beperking.